# Catherine Destivelle
Catherine Monique Suzanne Destivelle (nacida el 24 de julio de 1960) es una escaladora y alpinista francesa nacida en Orán. En 1992 ella se convirtió en la primera mujer que completó un ascenso en solitario en la cara norte del Eiger. Acabó la escalada en invierno en 17 horas. Sus otros ascensos notables incluyen la ruta Bonatti en la cara norte del Cervino y el pilar sudoeste de la Aiguille du Dru (el Pilar Bonatti). Destivelle ha protagonizado varios documentales, incluyendo el del director francés Au-delà des cimes ("Más allá de las cumbres"), que obtuvo el premio a la mejor película de montaña de larga duración en el Festival de Cine de Montaña de Banff de 2009.

## Biografía
Catherine Destivelle nació en Orán (Argelia), hija de padres franceses, Serge y Annie Destivelle. Cuando Destivelle era adolescente, su familia se trasladó a Francia, donde ella acudió al Lycée Corot en Savigny-sur-Orge. Luego estudió fisioterapia en la Ecole de kinésithérapie de Paris, y trabajó como fisioterapeuta desde 1981 hasta 1985. Siendo todavía adolescente, ya había hecho varios ascensos difíciles en el macizo de Freÿr y los Dolomitas, pero no asumió una carrera profesional a tiempo completo en la escalada y el alpinismo hasta el año 1985. Al año siguiente, ella con su compatriota Patrick Edlinger ganaron el ránkin de la final combinada de los campeonatos de escalada Arco di Trento y Bardonecchia.
Con su compañero alpinista, Érik Decamp, Destivelle ascendió la cara sudoeste del Shishapangma en Nepal en 1994 así como la cascada de hielo en Namche Bazaar. Durante su expedición de 1996 a la Antártida ascendieron el "Pico 4111" en los montes Ellsworth antes de que la expedición acabara abruptamente por la caída de Destivelle de 20 metros mientras descendía de la cumbre y tuvo una fractura abierta de su pierna. La pareja se casó en 1996 y su hijo, Victor, nació al año siguiente. Empezó a recortar los ascensos en solitario a finales de los años noventa y desarrolló una carrera activa como conferenciante y escritora.

## Ascensos destacados
Destivelle fue la primera mujer que terminó los siguientes ascensos en solitario:
- 1990 – Pilar Bonatti en la Aiguille du Dru
- 1991 – Nueva ruta por la Aiguille du Dru. La "Ruta Destivelle" fue la primera vía en roca que recibió nombre de mujer.[10]
- 1992 – Cara norte del Eiger
- 1993 – Espolón Walker en las Grandes Jorasses
- 1994 – Ruta Bonatti en la cara norte del Cervino
- 1999 – Cara norte directa de la Cima Grande di Lavaredo

## Publicaciones
Destivelle es la autora de los siguientes libros:
- Danseuse de roc, París: Denoël, 1987
- Rocs nature (con fotos de Gérard Kosicki), París: Denoël, 1991
- Annapurna: Duo pour un 8000 (con Érik Decamp), París: Arthaud, 1994
- L'apprenti alpiniste: L'escalade, l'alpinisme et la montagne expliqués aux enfants (con Érik Decamp y Gianni Bersezio), París: Hachette Jeunesse, 1996
- Ascensions, París: Arthaud, 2003